# 1082
1082 (MLXXXII) fue un año común comenzado en sábado del calendario juliano.

## Acontecimientos
- Se completa la construcción de la Catedral de Rochester.
- El rey germánico Enrique IV del Sacro Imperio Romano Germánico asedia Roma y logra entrar en ella.
- Ottokar II sucede a su hermano Adalbero (fallecido en el 1086 o 1087) como margrave de Estiria.
- Se completa la imagen coreana del Budista Tripitaka.
- Fracasa la campaña militar asesorada por Shen Kuo.

## Nacimientos
- 2 de noviembre - Emperador Huizong de Song
- Urraca de León y Castilla

## Fallecimientos
- 5 de diciembre - Ramón Berenguer II, conde Barcelona.